# Референдум по статусу Фолклендских островов (2013)
Референдум на Фолклендских островах по политическому статусу прошёл 10 и 11 марта 2013 года. Он должен был показать желание жителей Фолклендских островов оставаться в качестве Британской заморской территории в контексте призыва Аргентины по переговорам о суверенитете островов.
В результате референдума при явке в 91 % практически все избиратели (99,8 %) проголосовали за сохранение за Фолклендами статуса заморской территории Великобритании. Глава международной группы наблюдателей Брэд Смит заявил, что референдум был свободным и справедливым волеизъявлением и проводился в соответствии с международными стандартами и законами. В случае если бы жители Фолклендов отвергли сохранение нынешнего политического статуса островов, то прошёл бы ещё один референдум по возможным альтернативам. Конечный вариант вопроса был сформулирован 21 ноября 2012 года.

## Вопрос
На референдум был вынесен следующий вопрос:

Желаете ли Вы, чтобы Фолклендские острова сохранили свой политический статус в качестве заморской территории Соединённого Королевства? ДА или НЕТ
Оригинальный текст (англ.)Do you wish the Falkland Islands to retain their current political status as an Overseas Territory of the United Kingdom? YES or NO

## История
Член Законодательной ассамблеи Фолклендских островов Гэвин Шорт объявил 12 июня 2012 года о намерении островного правительства провести референдум в начале 2013 года. Он заявил: «Мы тщательно продумали, как послать внешнему миру чёткий сигнал, который бы выразил точку зрения народа Фолклендов ясным, демократическим и бесспорным образом. Поэтому мы решили, при полной поддержке Британского правительства, провести референдум на Фолклендских островах, чтобы устранить любые возможные сомнения относительно наших желаний.»

## Позиция Аргентины
Аргентинское правительство заявило, что результат референдума не повлияет на территориальные претензии Аргентины на острова, председатель сенатского комитета по иностранным делам Даниэль Фильмус сказал, что референдум не меняет позицию Аргентины.

## Позиция ООН
Организация Объединённых Наций не признала референдум, поскольку он не был ни организован, ни проведён под эгидой этой организации, а был организован в одностороннем порядке Соединённым Королевством, которое нарушило Резолюцию A/RES/31/49 Генеральной Ассамблеи ООН, пункт 4 которой гласит:
31/49. Вопрос о Фолклендских (Мальвинских) островах.
Генеральная Ассамблея,
[...] 4. призывает обе стороны воздерживаться от принятия решений, которые повлекли бы за собой односторонние изменения в положении, пока острова проходят через процесс, рекомендованный в вышеупомянутых резолюциях; [...]
A/RES/31/49. Вопрос о Фолклендских (Мальвинских) островах. Объединённые Нации. Дата обращения: 14 апреля 2025.